# Campionato universitario statunitense AIAW di pallavolo femminile
Il campionato universitario statunitense AIAW di pallavolo femminile è stato un campionato universitario degli Stati Uniti d'America, posto sotto l'egida della Association for Intercollegiate Athletics for Women (AIAW). Si suddivideva in tre categorie gerarchizzate, ma slegate ed indipendenti tra loro.

## Storia
Il primo campionato di Division I è stato giocato nel 1969-1970, organizzato dalla Division of Girls' and Women's Sports (DGWS). Dopo le prime quattro edizioni, giocate su base stagionale, il campionato è stato organizzato dalla Association for Intercollegiate Athletics for Women (AIAW), dal 1973 al 1981, anno in cui si è disputata l'ultima edizione. Il campionato ha cessato di esistere insieme all'AIAW nel 1981. Le squadre partecipanti si iscrissero alla rivale NCAA, che, nello stesso anno, aveva iniziato ad organizzare campionati femminili oltre a quelli maschili. Le università che hanno raccolto il maggior numero di vittorie sono la University of California, Los Angeles e la University of Southern California, con tre successi.

## Division I
La Division I era il massimo campionato pallavolistico femminile. Si è disputata dal 1973 al 1981. Vi prendevano parte le maggiori università degli Stati Uniti d'America. Se ne disputarono in totale tredici edizioni.

### Albo d'oro
| Anno             | Podio               | Podio          | Podio                     |
| Campione         | Seconda             | Terza          |                           |
| ---------------- | ------------------- | -------------- | ------------------------- |
| 1969-70 Dettagli | Sul Ross State      | UC Los Angeles | San Diego State           |
| 1970-71 Dettagli | Sul Ross State      | CSU Long Beach | Southwest Texas State     |
| 1971-72 Dettagli | UC Los Angeles      | CSU Long Beach | San Fernando Valley State |
| 1972-73 Dettagli | CSU Long Beach      | Brigham Young  | UC Los Angeles            |
| 1973 Dettagli    | CSU Long Beach      | Texas Woman's  | UC Santa Barbara          |
| 1974 Dettagli    | UC Los Angeles      | Hawaii         | UC Santa Barbara          |
| 1975 Dettagli    | UC Los Angeles      | Hawaii         | Houston                   |
| 1976 Dettagli    | Southern California | UC Los Angeles | Hawaii                    |
| 1977 Dettagli    | Southern California | Hawaii         | UC Los Angeles            |
| 1978 Dettagli    | Utah State          | UC Los Angeles | Hawaii                    |
| 1979 Dettagli    | Hawaii              | Utah State     | UC Los Angeles            |
| 1980 Dettagli    | Southern California | Pacific        | Hawaii                    |
| 1981 Dettagli    | Texas               | Portland State | Utah State                |

## Division II
La Division II venne istituita nel 1975. Se ne disputarono sette edizioni fino alla chiusura dell'AIAW. Vi prendevano parte università meno prestigione rispetto a quelle della Division I.

### Albo d'oro
- 1975  Texas Lutheran
- 1976  Texas Lutheran
- 1977  UC Riverside
- 1978  Florida Tech
- 1979  Hawaii Hilo
- 1980  CSU Northridge
- 1981  Hawaii Hilo

## Division III
La Division III venne istituita nel 1979. Se ne disputarono tre edizioni fino alla chiusura dell'AIAW. Vi prendevano parte piccole università meno prestigione rispetto a quelle della Division I e della Division II.

### Albo d'oro
- 1979  Azusa Pacific
- 1980  CSU Sacramento
- 1981  La Verne

## Junior/Community College
Dal 1974 al 1977 l'AIAW organizzò anche i campionati per i Junior College e i Community College. Dopo sole quattro edizioni, questo campionato venne cancellato (ancora prima della chiusura dell'AIAW). Idealmente è stato sostituito dal campionato organizzato dalla National Junior College Athletic Association (NJCAA), sorte anch'esso nel 1974.

### Albo d'oro
- 1974  Eastern Arizona
- 1975  Ricks
- 1976  Mesa
- 1977  Santa Ana